# Mihai Viteazu (okręg Kluż)
Mihai Viteazu (węg. Szentmihály) – wieś w Rumunii, w okręgu Kluż, w gminie Mihai Viteazu. W 2011 roku liczyła 4129 mieszkańców.